# Synagoga Chewra Lomdei Misznajot w Oświęcimiu
Synagoga Chewra Lomdei Misznajot w Oświęcimiu (z hebr. Bractwa Studiujących Misznę) – synagoga typu bet midrasz znajdująca się w Oświęcimiu, przy placu księdza Jana Skarbka 5, dawniej zwanego placem Szpitalnym oraz ulicą Kościelną.

## Historia
Koncepcje budowy synagogi narodziły się zapewne zaraz po zarejestrowaniu w 1893 roku bractwa Chewra Lomdei Misznajot. Pierwotnie członkowie tego stowarzyszenia modlili się w synagodze chasydów z Chrzanowa. W 1912 roku bractwo odkupiło posesję położoną przy placu Szpitalnym od małżeństwa Józefa i Gizeli Glassów. Już w 1913 roku rozpoczęto starania mające na celu budowę synagogi oraz siedziby stowarzyszenia.
Synagoga funkcjonowała już od co najmniej września 1918 roku do czasu wkroczenia wojsk niemieckich do Oświęcimia w 1939 roku. W jednym z pomieszczeń synagogi urządzono salę do studiowania Talmudu.
Podczas II wojny światowej Niemcy zdewastowali wnętrze synagogi i urządzili w niej magazyn amunicji. Po wkroczeniu do Oświęcimia wojsk sowieckich synagoga powróciła do swojej oryginalnej funkcji i służyła małej, lokalnej społeczności żydowskiej. Jednak do 1955 roku prawie wszyscy Żydzi oświęcimscy wyjechali z miasta, a bożnica pozostała opuszczona. Wówczas prawdopodobnie zostało wywiezione całe wyposażenie wnętrza. W 1977 roku budynek synagogi został przejęty przez Skarb Państwa i od tego czasu znajdowała się w nim m.in. hurtownia dywanów (1992–1997).
W marcu 1998 roku na mocy ustawy z 1997 roku o restytucji mienia żydowskiego, synagoga jako pierwszy obiekt żydowskiego kultu religijnego został zwrócony Gminie Wyznaniowej Żydowskiej w Bielsku-Białej i następnie w czerwcu 1998 roku przekazany Auschwitz Jewish Center Foundation. Dzięki fundacji od 8 listopada 1999 roku w budynku przeprowadzono gruntowny remont, który zakończył się 26 lipca 2000 roku. Dzięki niemu bożnica odzyskała swój dawny oryginalny wygląd.
12 września 2000 roku nastąpiło uroczyste otwarcie synagogi dla celów religijnych oraz edukacyjnych, wprowadzenie zwojów Tory, przekazanej przez gminę żydowską w Great Neck oraz przybicie mezuzy. W dawnym babińcu otworzono ekspozycję muzealną poświęconą Żydom oświęcimskim. W sąsiednim budynku bezpośrednio połączonym z bożnicą swoją siedzibę ma Centrum Żydowskie w Oświęcimiu, którego częścią jest Muzeum Żydowskie, od września 2006 roku stowarzyszone z Muzeum Dziedzictwa Żydowskiego w Nowym Jorku.

## Architektura

### Budynek
Murowany budynek synagogi wzniesiono na planie prostokąta. Wewnątrz znajduje się większa prostokątna główna sala modlitewna z bogatym drewnianym wyposażeniem, m.in. rzeźbionym w drewnie Aron ha-kodesz, bimą oraz ławami. Na ścianie zachodniej znajduje się malutka biblioteczka z żydowskimi książkami do nabożeństwa. Całość oświetla duży żyrandol.
Od strony północnej znajduje się mniejsze pomieszczenie w którym dawniej znajdował się babiniec, połączony z salą główną małymi oknami. Na zachodniej i południowej ścianie pomieszczenia zachował się mały kawałek oryginalnego malowidła, w postaci gzymsu. Na poddaszu dawniej mieściło się pomieszczenie do studiowania Talmudu. Pierwotnie do głównej sali modlitewnej wchodziło się przez osobne drzwi w ścianie południowej. Synagoga posiada nieregularnie rozmieszczone okna, część znajdująca się na ścianach wschodniej i zachodniej jest półokrągle zakończona, a na południowej zakończona łukiem odcinkowym. Całość jest przykryta dwuspadowym dachem.

### Wnętrze
W części dla mężczyzn zachowały się dwie zabytkowe tablice.
Pierwsza z 1907 roku, umieszczona po prawej stronie Aron ha-kodesz nie pochodzi z synagogi Chewra Lomdei Misznajot. Przypuszczalnie została w niej umieszczona przez ocalałych z Zagłady oświęcimskich Żydów, tuż po II wojnie światowej:
„Wiedz przed kim stoisz. Przed Królem Królów nad Królami – Świętym [Bogiem] JHWH – Błogosławiony On. Zawsze mam Boga przed sobą. To dar kobiety Hindy Cweth [Niech Żyje] ku czci Wszechobecnego i ku pamięci jej zmarłego męża. Nasz nauczyciel i rabin Szlomo Zalman Pelcman [Błogosławionej Pamięci] z miasta Kęty w roku 667 [=1907] według skróconej rachuby czasu.”
Druga z 1928 roku, umieszczona na mechicy upamiętnia urzędników bożnicy:
„Ten dom modlitwy (Bet midrasz) został zbudowany (dedykowany) pamięci gebbaim (administratorów, opiekunów lub dozorców synagogi) – Jakira Singera (Zyngera) [Niech Żyje], Chaima Goldsteina (Goldsztajna) [Niech Żyje], Altera Neuberga (Nojberga) [Niech Żyje] w roku 5688 (= 1928) według dużej rachuby czasu”. Stanowi ona zarazem jedyny autentyczny element z przedwojennego wystroju synagogi.

 Synagoga jest obiektem, który stanowi wartość zabytkową. Została ona wpisana do krajowego rejestru zabytków nieruchomych pod numerem A-725/97 w dniu 4 sierpnia 1997 roku.

## Galeria

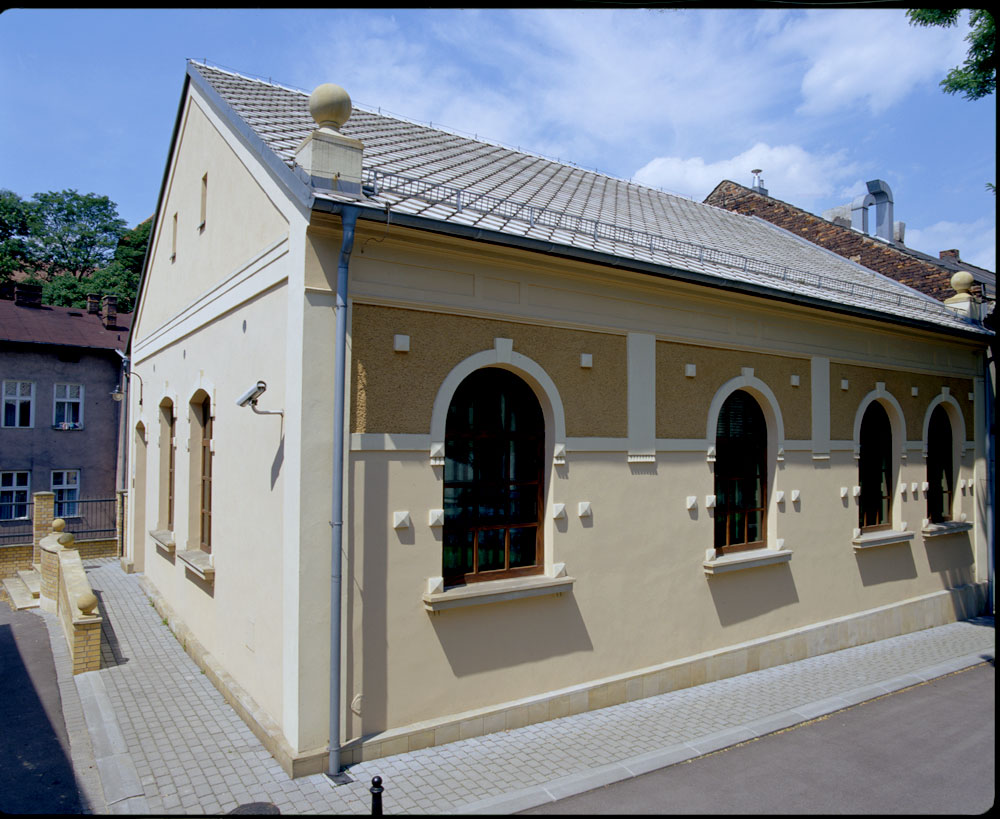
Synagoga
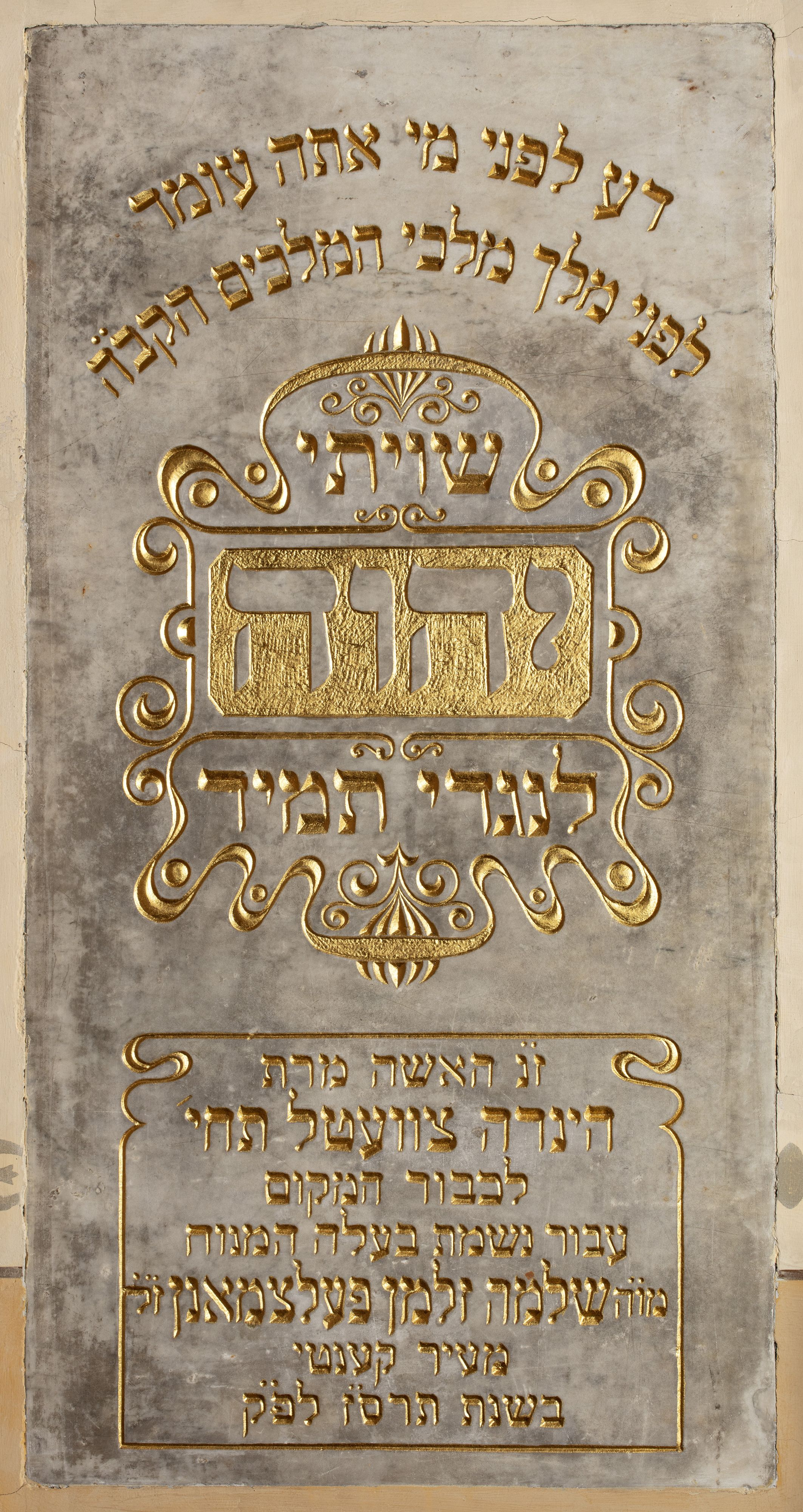
Tablica sziwiti z 1907 roku
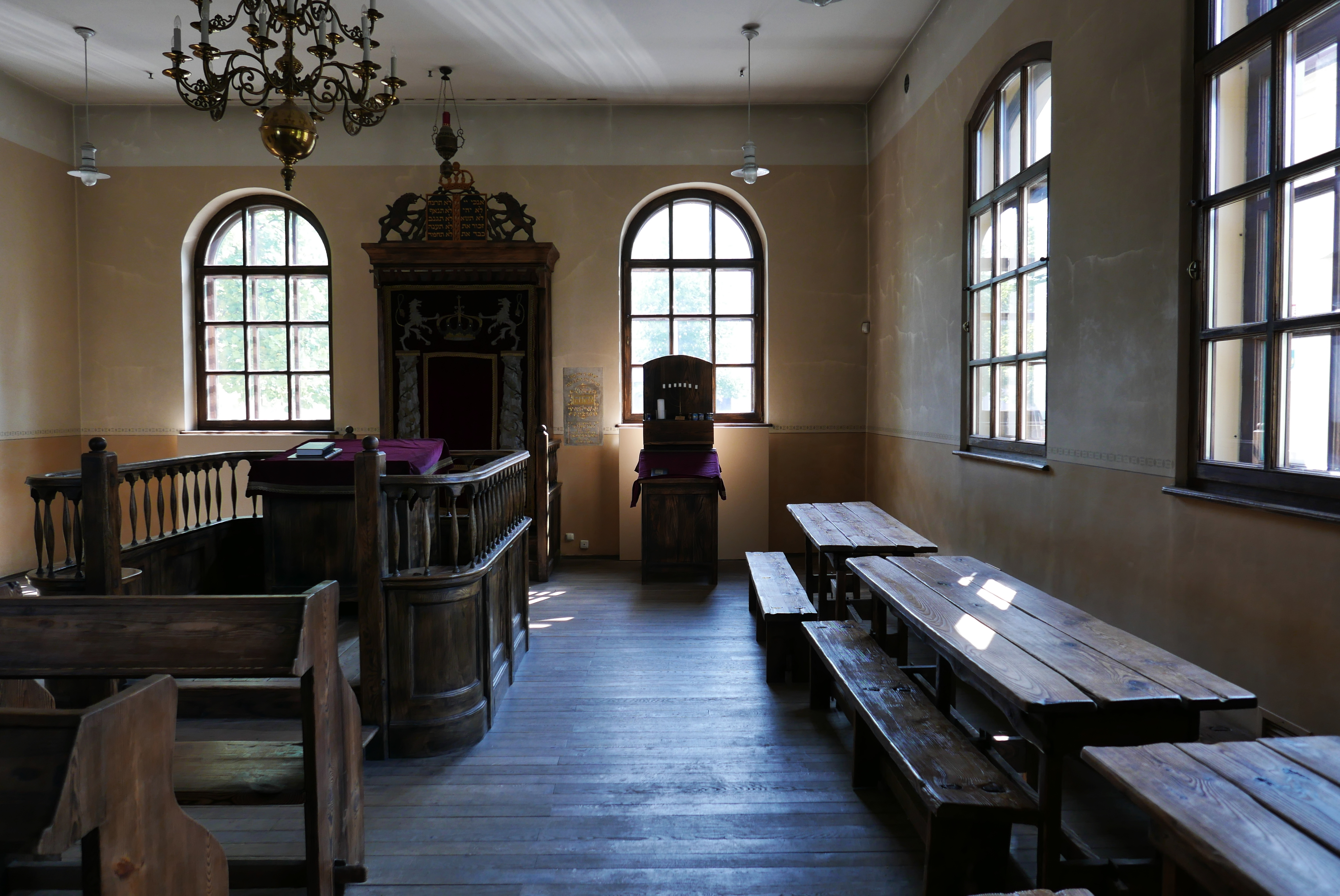
Wnętrze
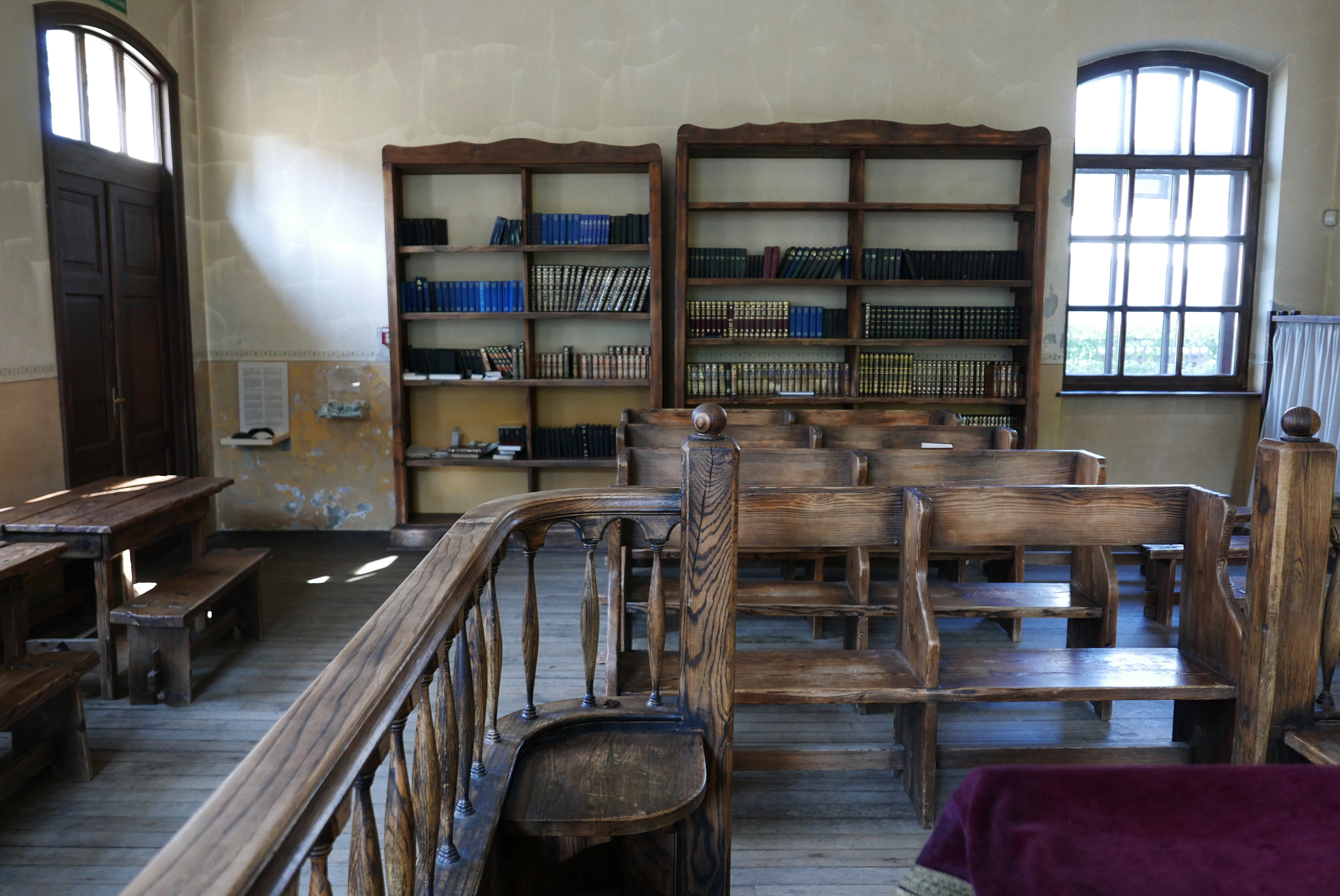
Wnętrze
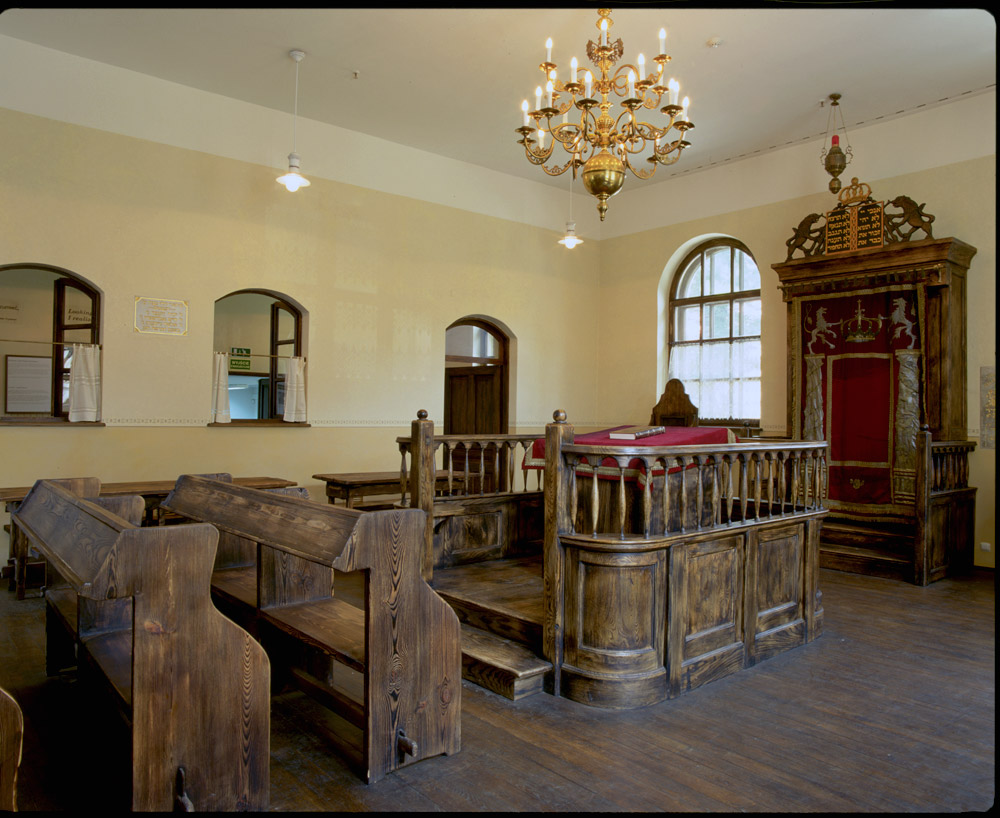
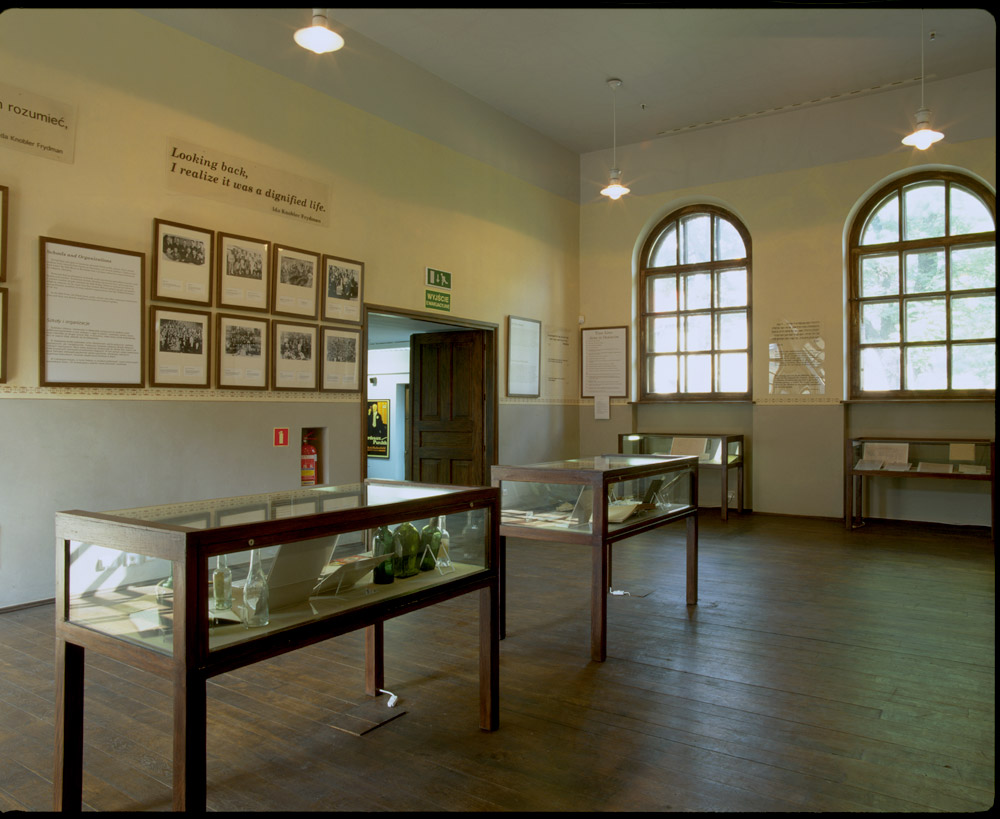
Wystawa
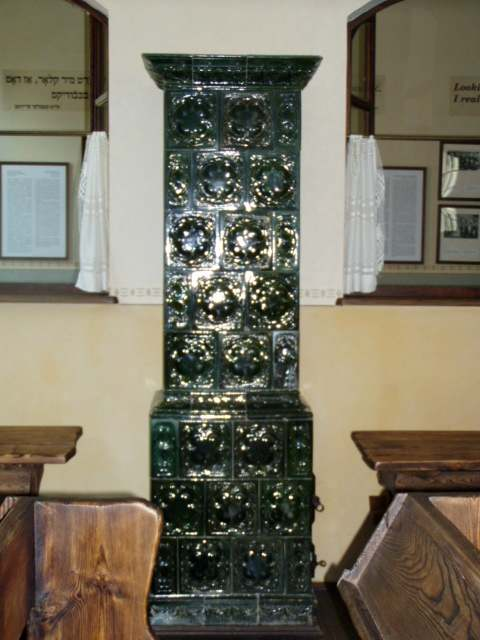
Piec kaflowy